# San Junipero (singolo)
San Junipero è un singolo della rapper e cantautrice italiana BigMama, pubblicato il 18 aprile 2025.

## Descrizione
Il brano, scritto dalla stessa cantautrice con Maria Lodovica Lazzerini, è prodotto da Damiano Ramberti, in arte Damiank, ed è dedicato alla compagna dell'artista.

## Tracce
Testi di Marianna Mammone e Maria Lodovica Lazzerini, musiche di Damiano Ramberti.
1. San Junipero – 2:31